# Colloque des Invalides
Le Colloque des Invalides est un colloque qui s'est tenu de 1997 à 2016, au Centre culturel canadien, sur l'esplanade des Invalides à Paris, et qui s'est donné pour objectif d'étudier la littérature de 1870 à 1920 en suivant de nouvelles pistes de réflexion. Les organisateurs de ces colloques, Jean-Jacques Lefrère et Michel Pierssens, sont également les directeurs de la revue Histoires littéraires, dont les thèmes et le public sont en grande partie ceux des rencontres des Invalides.
La particularité de ce colloque est d'imposer des communications strictement limitées à 5 minutes par intervenant.
Les textes des communications, souvent développées en articles, accompagnées d'un résumé des débats, sont publiés dans l'année qui suit aux éditions du Lérot, à Tusson en Charente, dans la collection « En marge ».
Après le décès de Jean-Jacques Lefrère et la fermeture du Centre culturel canadien pour travaux, Michel Pierssens et Jean-Paul Goujon décident d'occulter le colloque, lors de la 20e session, en octobre 2016.
Les thèmes abordés furent pour chaque édition :
| No | Date              | Thème                          |
| -- | ----------------- | ------------------------------ |
| 1  | 7 novembre 1997   | Les à-côtés du siècle          |
| 2  | 11 décembre 1998  | Les ratés de la littérature    |
| 3  | 3 décembre 1999   | Les romans à clefs             |
| 4  | 1er décembre 2000 | Les mystifications littéraires |
| 5  | 23 novembre 2001  | Ce que je ne sais pas          |
| 6  | 29 novembre 2002  | Les fous littéraires           |
| 7  | 28 novembre 2003  | Les têtes de Turc              |
| 8  | 19 novembre 2004  | Paris, sa vie, son œuvre       |
| 9  | 16 décembre 2005  | La censure                     |
| 10 | 1er décembre 2006 | Querelles et invectives        |
| 11 | 9 novembre 2007   | Curieux curiosa                |
| 12 | 31 octobre 2008   | Des Prix                       |
| 13 | 20 novembre 2009  | La réclame                     |
| 14 | 19 novembre 2010  | Films et plumes                |
| 15 | 18 novembre 2011  | Crimes et délits               |
| 16 | 16 novembre 2012  | Alcools                        |
| 17 | 15 novembre 2013  | Secrets                        |
| 18 | 24 octobre 2014   | … et les femmes                |
| 19 | 6 novembre 2015   | Oubliettes et revenants        |
| 20 | 28 octobre 2016   | Comme il vous plaira           |